# Caribou Lake, Temagami
Caribou Lake är en sjö i Kanada.   Den ligger i Nipissing District och provinsen Ontario, i den sydöstra delen av landet, 400 km nordväst om huvudstaden Ottawa. Caribou Lake ligger 296 meter över havet. Arean är 0,37 kvadratkilometer. Den ligger vid sjöarna  Cassels Lake Obashkong Lake Rabbit Lake och Snake Island Lake. Den sträcker sig 1,1 kilometer i nord-sydlig riktning, och 0,9 kilometer i öst-västlig riktning.
Följande samhällen ligger vid Caribou Lake:
- Temagami (840 invånare)

I omgivningarna runt Caribou Lake växer i huvudsak blandskog. Trakten runt Caribou Lake är nära nog obefolkad, med mindre än två invånare per kvadratkilometer.